# Un bacio prima di morire (romanzo)
Un bacio prima di morire (A Kiss Before Dying) è un romanzo del 1953. È la prima opera dell'autore newyorkese Ira Levin.

## Trama
Bud Corliss, un ambizioso studente, mette incinta Dorothy Kingship, una giovane ereditiera sua compagna di college.
Il padre della ragazza, Leo, un magnate del rame, si oppone però al matrimonio, minacciando di diseredarla. Bud allora la uccide, simulandone il suicidio ed eliminando chiunque sospetti di lui per poi fidanzarsi con Ellen, la sorella di Dorothy.
Ma ormai è in un vortice senza fine...

## Edizioni in italiano
- Ira Levin, Un bacio prima di morire, traduzione dall'Inglese di Bruno Tasso, Garzanti, Milano 1955
- Ira Levin, Un bacio prima di morire: romanzo, Garzanti, Milano 1968
- Ira Levin, Un bacio prima di morire, Garzanti, Milano 1976
- Ira Levin, Un bacio prima di morire, traduzione di Bruno Tasso, Interno giallo, Milano 1991
- Ira Levin, Un bacio prima di morire, traduzione di Bruno Tasso, A. Mondadori, Milano 1994
- Ira Levin, Un bacio prima di morire, traduzione di Daniela De Lorenzo, SUR, Roma 2021

## Al cinema
Nel 1956 ne fu tratto il film Giovani senza domani diretto da Gerd Oswald, con Robert Wagner, Jeffrey Hunter e Joanne Woodward e nel 1991 il film  Un bacio prima di morire, diretto da James Dearden e interpretato da Matt Dillon e Sean Young.